# Tianhe-2
Tianhe-2 sau TH-2 (天河 -2; pinyin: tiānhé-èr, cu sensul de "Calea Lactee-2") este un supercomputer de 33,86 petaflopi situat în Guangzhou, China.
A fost cel mai rapid supercomputer din lume, conform listei TOP500 din iunie 2013.